# Jakob Rudolf Truog
Jakob Rudolf Truog (* 15. Juli 1865; † 27. Dezember 1953) war ein Schweizer reformierter Geistlicher und Kirchenhistoriker.

## Leben
Jakob Rudolf Truog studierte Theologie und wurde am 30. Juni 1889 in Langwies in die evangelisch-rätische Syndoe Synode aufgenommen. Da er damit im Freistaat der Drei Bünde als Pfarrer tätig sein durfte, übernahm er im gleichen Jahr die Pfarrstelle in Tamins. 1906 wechselte er nach Luzein sowie Pany. 1908 wurde er zum Dekan der Synode gewählt. 1914 teilte man ihm die Gemeinde in Jenaz zu. Das Amt des Dekans gab er 1924 ab. Mit Peter Walser, Peter Paul Cadonau und Christian Michel gehörte er zu den aktivsten Gegnern des Frauenpfarramts. Namentlich bekämpfte er 1931 die Wahl von Greti Caprez-Roffler zur Seelsorgerin des benachbarten Furna. 1936 trat er in den Ruhestand. Am 27. Dezember 1953 verstarb er im Alter von 88 Jahren.
Truog hatte sich einen Namen als Kirchenhistoriker gemacht, indem er die Geschichte mehrerer Bündner Gemeinden erforschte und Arbeiten zur Geschichte der Synode von 1537 bis zum Ende des 19. Jahrhunderts schrieb.

## Werke
- Ökonomische Verhältnisse der bündnerischen evangelischen Kirchgemeinden (Chur 1900)
- Die Bündner Prädikanten 1555-1901 nach den Matrikelbüchern der Synode in: Jahresbericht der Historisch-Antiquarischen Gesellschaft von Graubünden 31 (1901; S. 1–58)
- Schloss und Herrschaft Castels (Schiers 1911)
- Dekan Leonhard Truogs Leben von ihm selbst beschrieben (Schiers 1911)
- Bilder aus der Geschichte von Schloss und Herrschaft Castels (Schiers 1911)
- Zwinglis Leben und Werk. Text zur Lichtbilderreihe (Chur 1916)
- Lostrennung der Kirchgemeinde von der Einwohner- und Bürgergemeinde (Chur 1918)
- Die Kassen und Stiftungen der evangelisch-rätischen Landeskirche (Chur 1933)